# Puna de Atacama

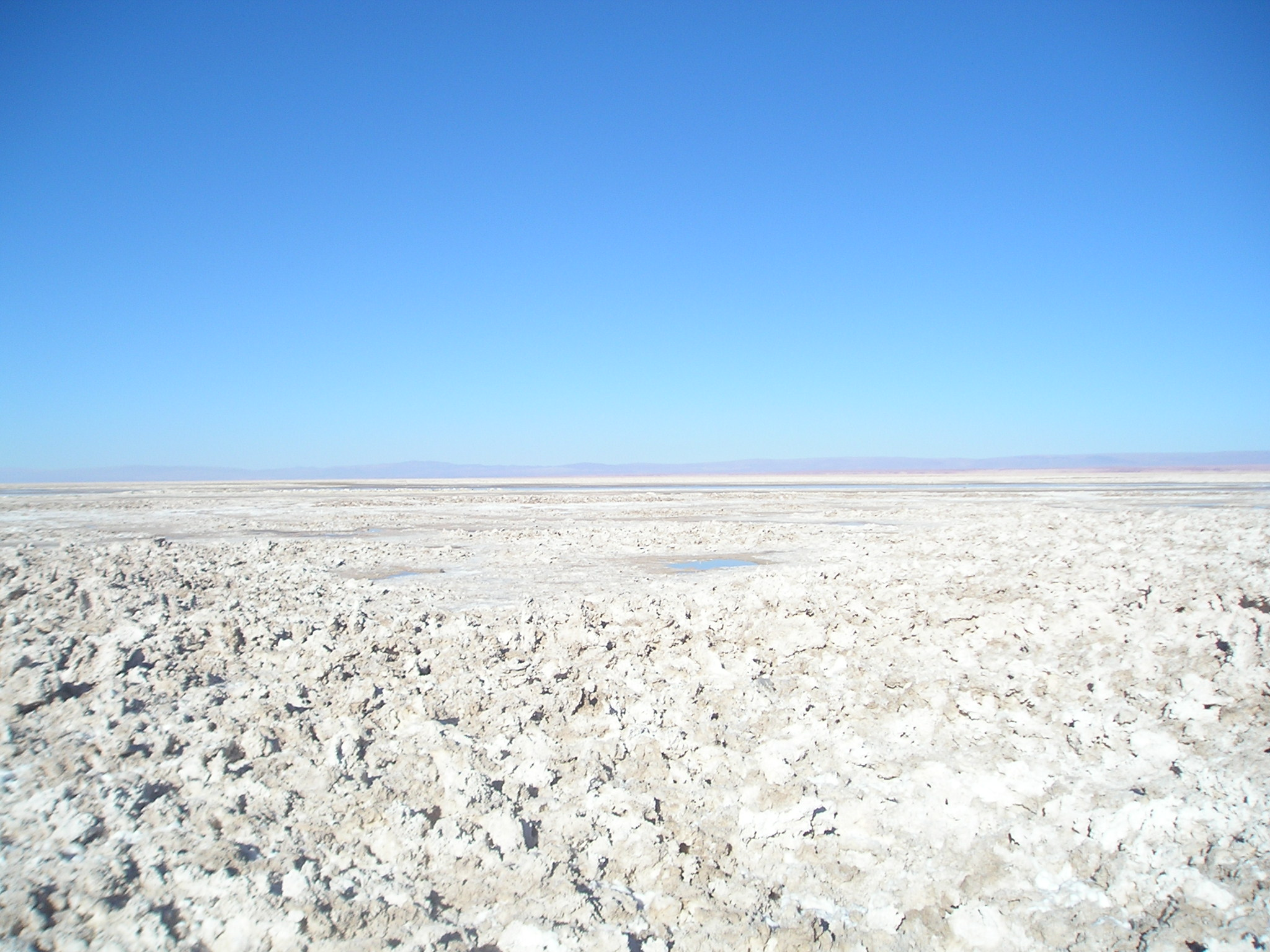
Saltslätten Salar de Atacama i den chilenska puna.

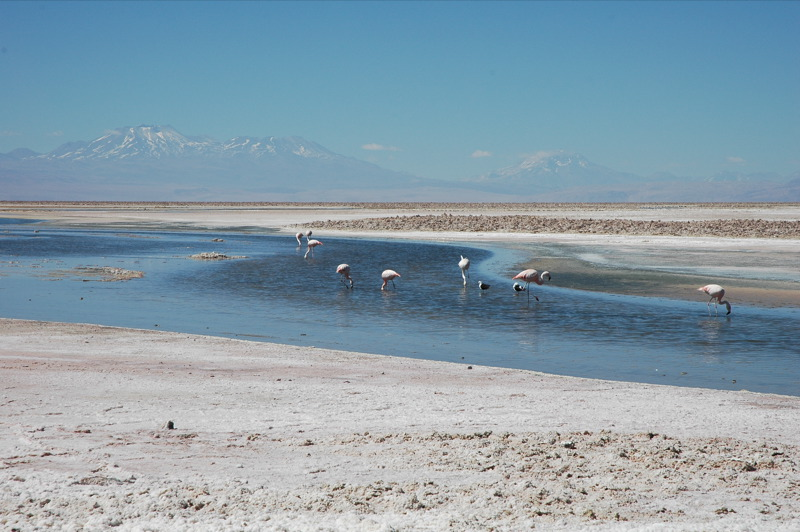
Salar de Atacama med vulkanerna Pular (v), Cerro Pajonales (mitten vänster) och Socompa (h) i fjärran. 1899 års gräns går genom Socompa.

Puna de Atacama eller Atacamaplatån är en torr högplatå på omkring 4 500 meter över havet och sträcker sig över ett område på 470 000 km² i Anderna i norra Chile och Argentina samt sydvästra Bolivia. Före Stillahavskrigen (1879-1883) tillhörde regionen Bolivia. År 1898 överläts den till Argentina i utbyte mot ett erkännande av Tarija som en del av Bolivia. Chile, som har annekterat Litoralprovinsen från Bolivia, förklarade utväxlingen olaglig. Gränsen definierades år 1899 efter Puna de Atacama-rättegången.